# ウルリヒ・ベーリンク
ウルリヒ・ベーリンク（Ulrich Wehling, 1952年7月8日 - ）はドイツ・ザクセン＝アンハルト州（当時東ドイツ）のハレ/ザーレ出身の元ノルディック複合選手。SC Traktor Oberwiesenthalに所属し、1970年代に東ドイツを代表する選手として活躍した。妻はリュージュのインスブルックオリンピック (1976年) 代表選手であったEva-Maria Wernicke。

## プロフィール
1971年にヨーロッパジュニア選手権で優勝し注目される。
1972年札幌オリンピックで金メダルを獲得して以降、1976年インスブルックオリンピック、1980年レークプラシッドオリンピックとオリンピック3連覇を達成した。これはノルディック複合では唯一の偉業である。
世界選手権では1974年金メダル、1978年銅メダルを獲得、また1975年から1979年まで東ドイツ選手権5連覇を達成している。
ホルメンコーレン大会では1975年、1976年、1977年と3連覇、1976年にはホルメンコーレン・メダルを受賞した。
ベーリンクはドイツ身体文化大学でスポーツ科学を修了、1982年から東ドイツスキー連盟事務総長を務めた。1992年以降現在まで国際スキー連盟のノルディック複合部門レースディレクターを務めており、2006年トリノオリンピックや2007年世界選手権でも同職を務めた。スイス在住。